# شادیاخ
شادْیاخ یا شادی کاخ یا شادی یاخ یکی از محله‌های شهر کهن نیشابور بوده‌است که از اوایل سدهٔ سوم هجری مسکونی شده و تا سال ۶۶۹ هجری قمری که زمین‌لرزه آن را در هم درنوردیده، اهمیت ویژه‌ای داشته‌است. این محله به سبب کاخی که عبدالله بن طاهر به نام شادیاخ در آن بنا نهاد به این نام شهرت یافت. این محله یکی از محله‌های اشراف نشین نیشابور در گذشته و محل سکونت و زندگی امیران پادشاهان هنرمندان و نویسندگان درباری بوده. به طوری که امیران سلسله‌های طاهریان و سلجوقیان مرکزشان در نیشابور این کاخ معروف بوده‌است. ویرانی این کاخ با هم‌زمان حمله مغول به نیشابور بود و با زلزله ۱۲۸۱ دیگر کاملاً متروک و مدفون شد. شادیاخ نام کاخ محله باغ اطراف این منطقه در نیشابور نیز بوده‌است.
این مکان اکنون یکی از مراکز باستان‌شناسی در نیشابور است که بخشی از بقایای شهر کهن نیشابور را تشکیل می‌دهد که محل فرمانروایی و زندگی پادشاهان و شاعران و نویسندگان این دیار از جمله خیام و عطار نیشابوری بوده‌است.
این محوطه، در شمار آثار تاریخی ملی ایران به‌شمار می‌رود و شماره ثبت آن ۱۰۹۱۰ می‌باشد.
در پشت این محوطه تاریخی، تپه ای باستانی وجود دارد که متأسفانه به پیست موتور تبدیل شده‌است و هیچ گونه حفاظتی از آن صورت نمی‌گیرد و در معرض تخریب کامل قرار دارد.

## علت ساخت شادیاخ
عبدالله بن طاهر که به امارت رسید در بیرون شهر نیشابور برای خود باغ و قصری به نام شادیاخ ساخت و لشکریان او در شهر نیشابور سکونت داشتند. و چون جایی برای سکونت سپاهیان خالی نبود. ناچار به منازل مردم وارد می‌شدند، بدیهی است عموما از این که یک نفر سپاهی در خانه آنها سکونت می‌کرد در رنج و ناراحتی بودند لیکن جرات دم زدن نداشتند.
ناگزیر این تعدی و رسم بد را تحمل می‌کردند تا این که یک نفر از افراد لشکر عبدالله بن طاهر با اسبش به خانه تازه دامادی وارد می‌گردد و با توجه به عروس جوان قصد تجاوز به خاطرش می‌رسد و به داماد می‌گوید اسبم را ببر آب بده، تازه داماد به جای این که خود اسب را ببرد به واسطه عدم اطمینان، به تازه عروس می‌گوید تو اسب را برای آب دادن ببر. نوعروس که مطلقا از اسب و آب دادن و تیمار آن آگاهی نداشت با وحشت و ترس افسار اسب را می‌گیرد و از منزل خارج می‌شود، ولی از حسن اتفاق امیر عبدالله از آن راه می‌گذشته و می‌بیند زنی افسار اسبی را گرفته و با حالت ترس و وحشت اسب را می‌برد و امیر عبدالله متوجه می‌شود که این زن و اسب با یکدیگر تناسبی ندارند، لذا جریان را از زن می‌پرسد، او جواب می‌دهد خدا امیر را بکشد که مرا به چنین وضعی دچار کرده است.
عبدالله طاهر می‌پرسد: شوهر داری؟ جواب می‌دهد تازه عروسم. دوباره می‌پرسد چرا شوهرت اسب را برای آب دادن نمی‌برد. پاسخ می‌شنود از دو جهت مرا وادار به این کار کرده است زیرا یک نفر از لشکر امیر در منزل ما است اگر شوهرم اسب را به آب ببرد شاید آن مرد سپاهی در غیاب او به من تعرض کند. دیگر این که در موقع نبودن شوهرم در خانه ممکن است این مرد از خانه چیزی بدزدد.
امیر عبدالله از این پرسش و جواب سخت ناراحت می‌شود و فورا دستور می‌دهد تمام لشکریان از منازل مردم خارج شوند و در اطراف باغ شادیاخ برای خود خانه بسازند و این پس اگر سپاهی به منزل مردم وارد شود خون او مباح باشد.

## ریشهٔ نام
شادیاخ از دو واژه «شادی» و «آخ» تشکیل شده است که در برخی منابع معنایی که برای آن در نظر گرفته اند این ترکیب معادل «شادی آفرین» است. در منابعی هم نام های دیگری نظیر «شادی کاخ» و «شاد جهان»  و «شادمهر» برای این قسمت از شهر کهن نیشابور آمده است.

## بنای کاخ

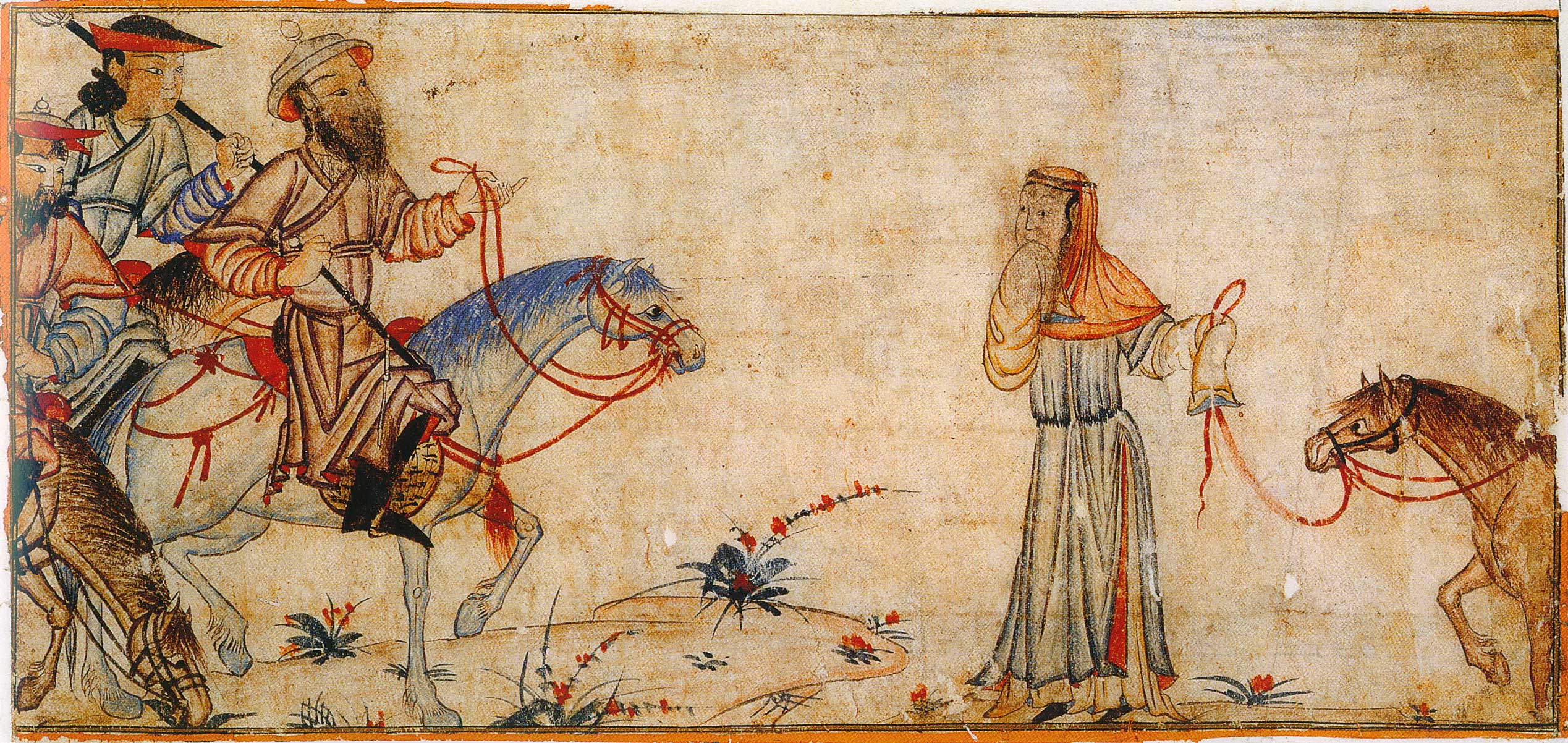
نگاره‌ای ز کتاب جامع التواریخ مربوط به داستان بنیان نهادن کاخ شادیاخ در نیشابور

در بیش‌تر آثار برجای مانده پس از قرن سوم هجری، هر جا سخن از نیشابور است، نام شادیاخ نیز به میان می‌آید. الحاکم نیشابوری در تاریخ نیشابور (الحاکم) می‌نویسد:
شادیاخ از مشهورترین محله‌های نشابور و جایگاه عبدالله بن طاهر آن‌جا بود.
دلیل سبب بنای شادیاخ توسط داستان معروفی شرح داده می‌شود. این کاخ توسط عبدالله بن طاهر بنیان نهاده شده و به اشتباه به غازان خان نسبت داده می‌شود.
چون عبدالله بن طاهر افراد رسمی و نیروهای نظامی را مجبور کرده بود، که در خانه‌های افراد عادی زندگی کنند، مرد پیری داستانی در مورد سلطانی برای غازان خان تعریف می‌کند: در نزدیکی نیشابور، این سلطان زن تازه ازدواج کرده‌ای را می‌بیند که اسب را به سوی جایی برای خوردن آب می‌برد. این کار به همسر این زن توسط یک سرباز ترک داده شده‌بود، که می‌خواست شوهر این زن از خانه خارج شود. به همین دلیل سلطان یک سربازخانهٔ جدا برای افرادش به وجود آورد و این کار را غازان نیز کرد. سربازخانه‌ای که عبدالله بن طاهر ایجاد کرد مرکزش کاخی بود که برای خویش بنیان نهاده بود. این کاخ به سبب ویژگی‌اش که شادی کاخ بود به شادکاخ و بعدها به شادی یاخ مشهور شد.
کاخ شادیاخ، مدت‌ها مرکز و مقر حکمرانان خراسان بود و تا ۶۱۸ که شادیاخ مانند دیگر محله‌های نیشابور در حملهٔ مغول با خاک یکسان شد، محله‌ای آباد و زیبا بود.
یعقوب لیث که در سال ۲۹۵ هـ. ق وارد نیشابور شد، دستور داد تا باغ‌های بزرگی در شادیاخ احداث کنند که به مرور همهٔ آن‌ها جای خود را به خانه‌های مسکونی دادند.
در دورهٔ سامانیان و غزنویان، نیشابور مرکز و مقر سپهسالار خراسان بود و کاخ شادیاخ، محل رسیدگی به امور بود و در اختیار سپهسالار قرار داشت.
طغرل اول سلجوقی – پس از پیروزی بر سلطان مسعود- وارد نیشابور شد (۴۲۹ هـ. ق) و در کاخ شادیاخ تاجگذاری کرد. الب ارسلان – دومین سلطان سلجوقی و بردارزادهٔ طغرل- نیز دستور داد تا کاخ شادیاخ را تعمیر کنند. وی جشن عروسی پسرش –سلطان محمد (ملکشاه)- با دختر خاقان را در همین کاخ برپا نمود.
در حملهٔ مغول، شادیاخ –مانند دیگر مناطق و محله‌های نیشابور- ویران گردید و از آن امروزه خرابه‌هایی بر جای مانده‌است.

## کاوش‌های باستان‌شناسی
در کاوش‌های باستان‌شناسی که در سال ۱۳۷۹ در این محل انجام گرفت و شماری از بناهای معماری آن زمان مانند تالار عام، اندرونی و خانه‌های ویژه شراب‌سازی، آهنگری، سفالگری و شیشه‌گری و همچنین در آن منطقه پیدا شد. افزون بر بناها از مکشوفات آن کاوش می‌توان شماری اسکلت که زیر آوار زلزله مانده بوده‌اند و همچنین ظرف‌ها و لوازم فرهنگی مانند سازه‌های سفالی و شیشه‌ای و گچبری‌ها، نام برد. بخشی از بقایای باستانی آن منطقه و همچنین عکس‌هایی از اکتشافات به دست آمده در آن‌جا در موزه شادیاخ، که در نزدیکی همان مکان است، نمایش داده می‌شود.

## نگارخانه

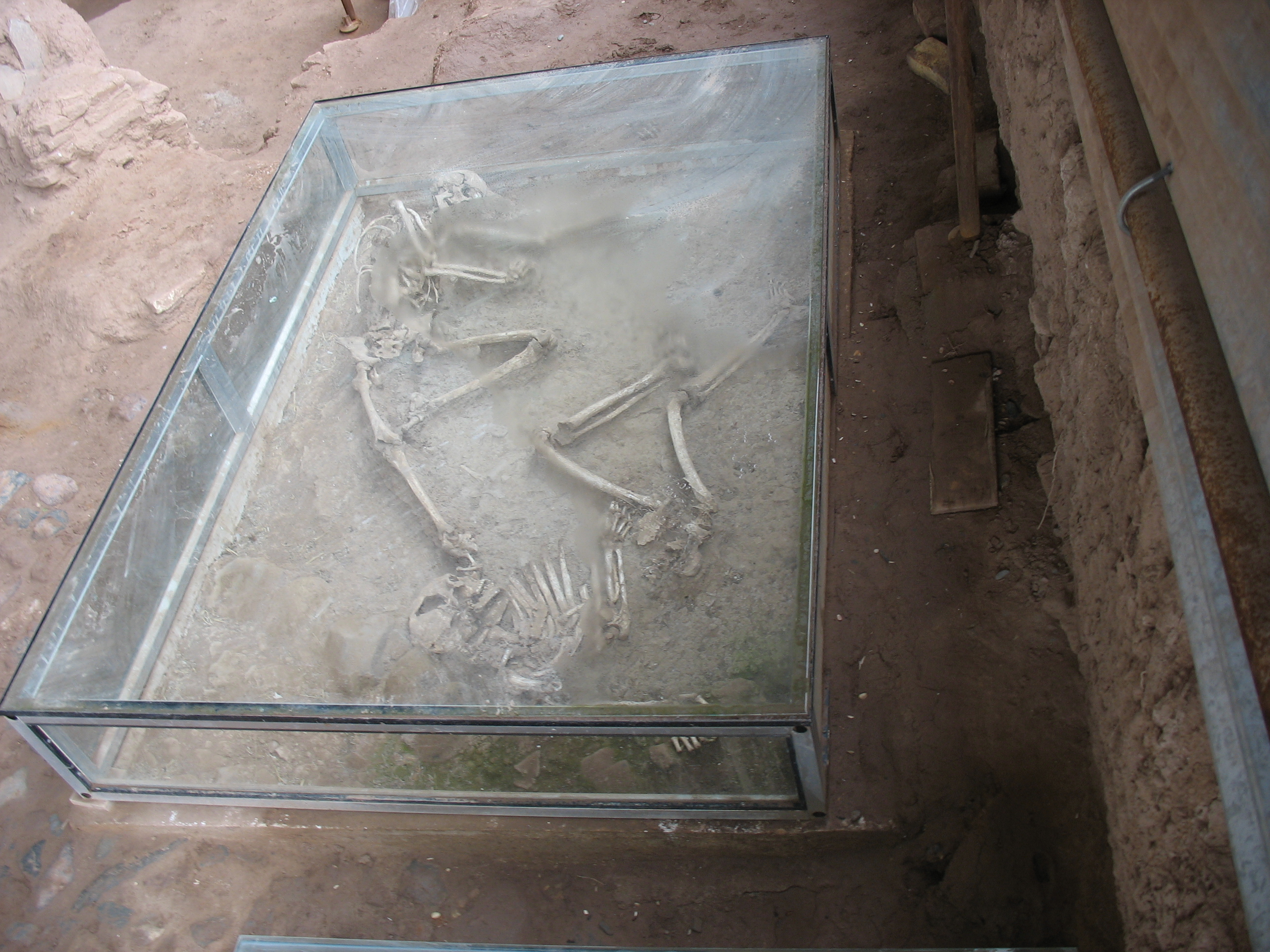
اسکلتی که در کاوش‌های باستان‌شناسی در شادیاخ پیدا شده‌است.
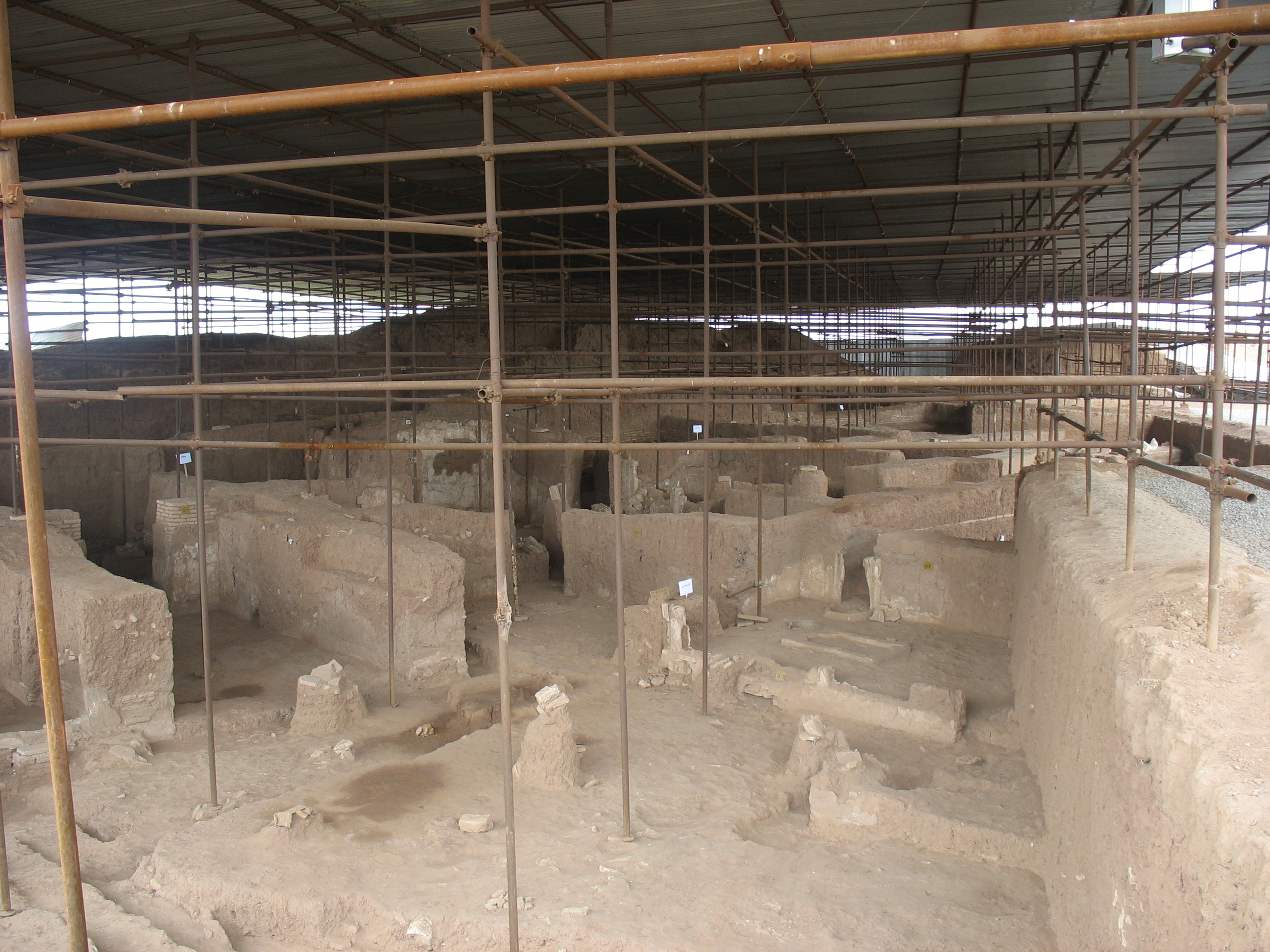
نمایی از کاوش‌های منطقه باستانی شادیاخ
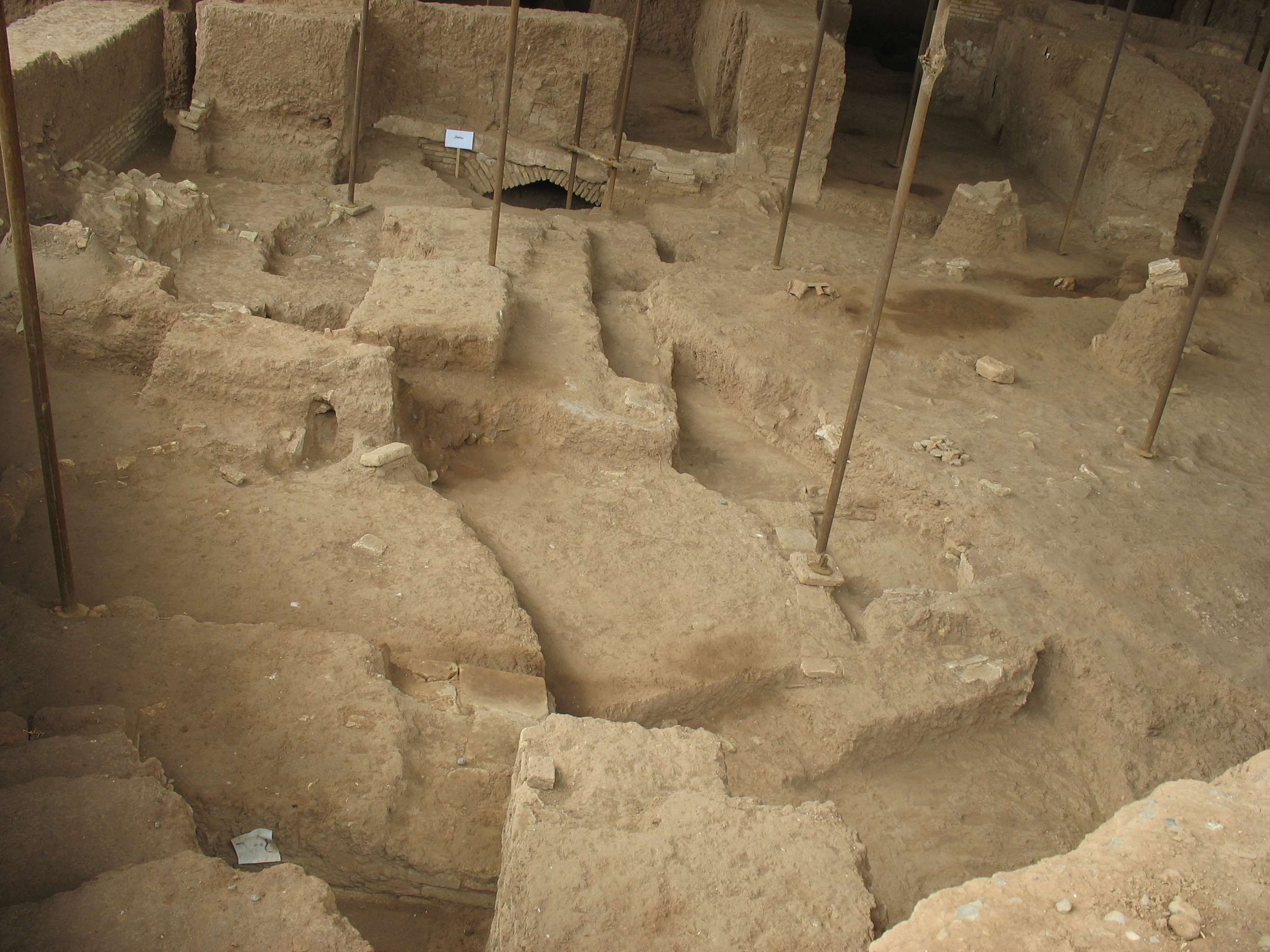
بخشی از کاخ که درگاه سیاه‌چال در آن دیده می‌شود.
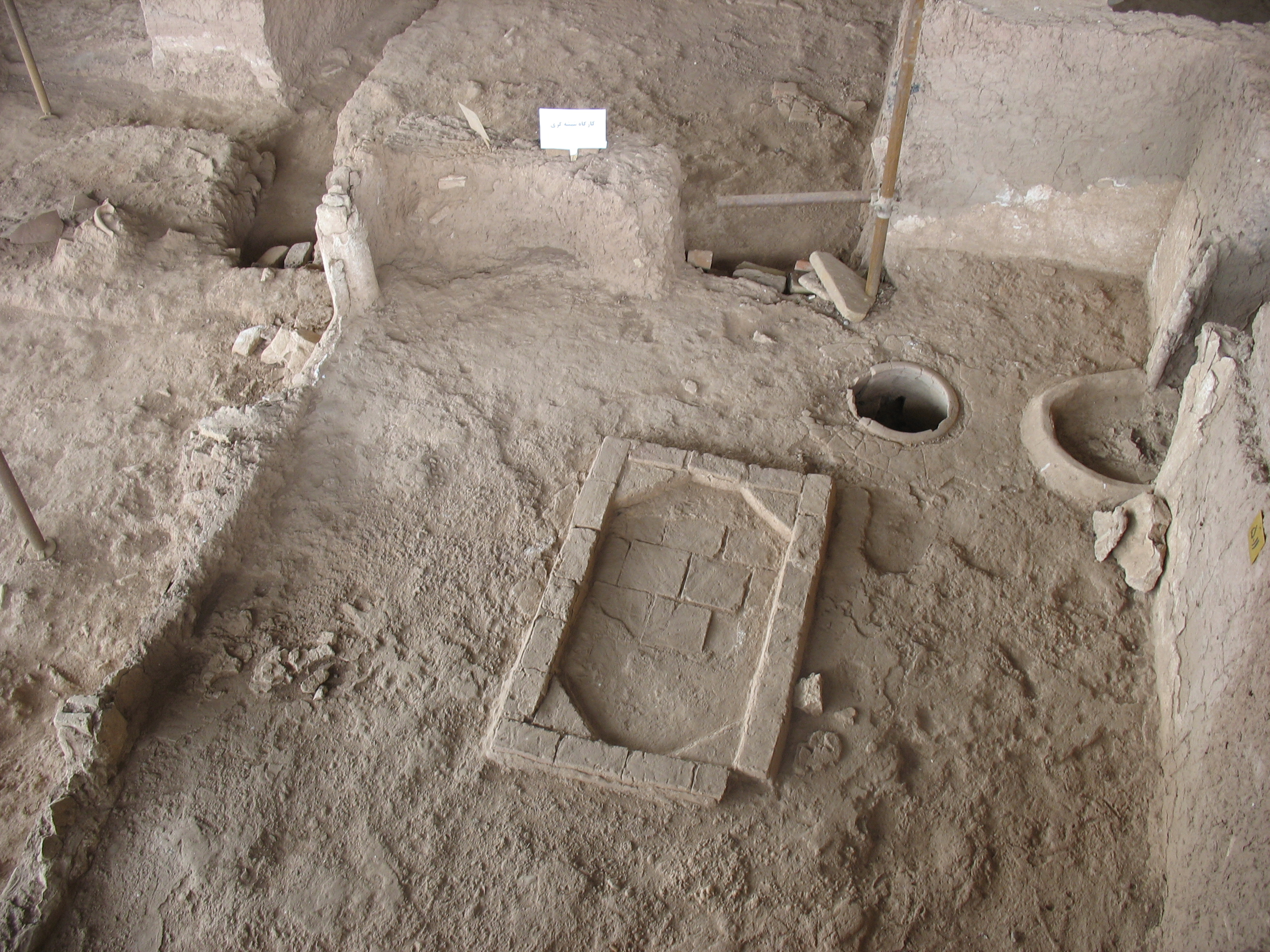
کارگاه شیشه‌گری، شادیاخ
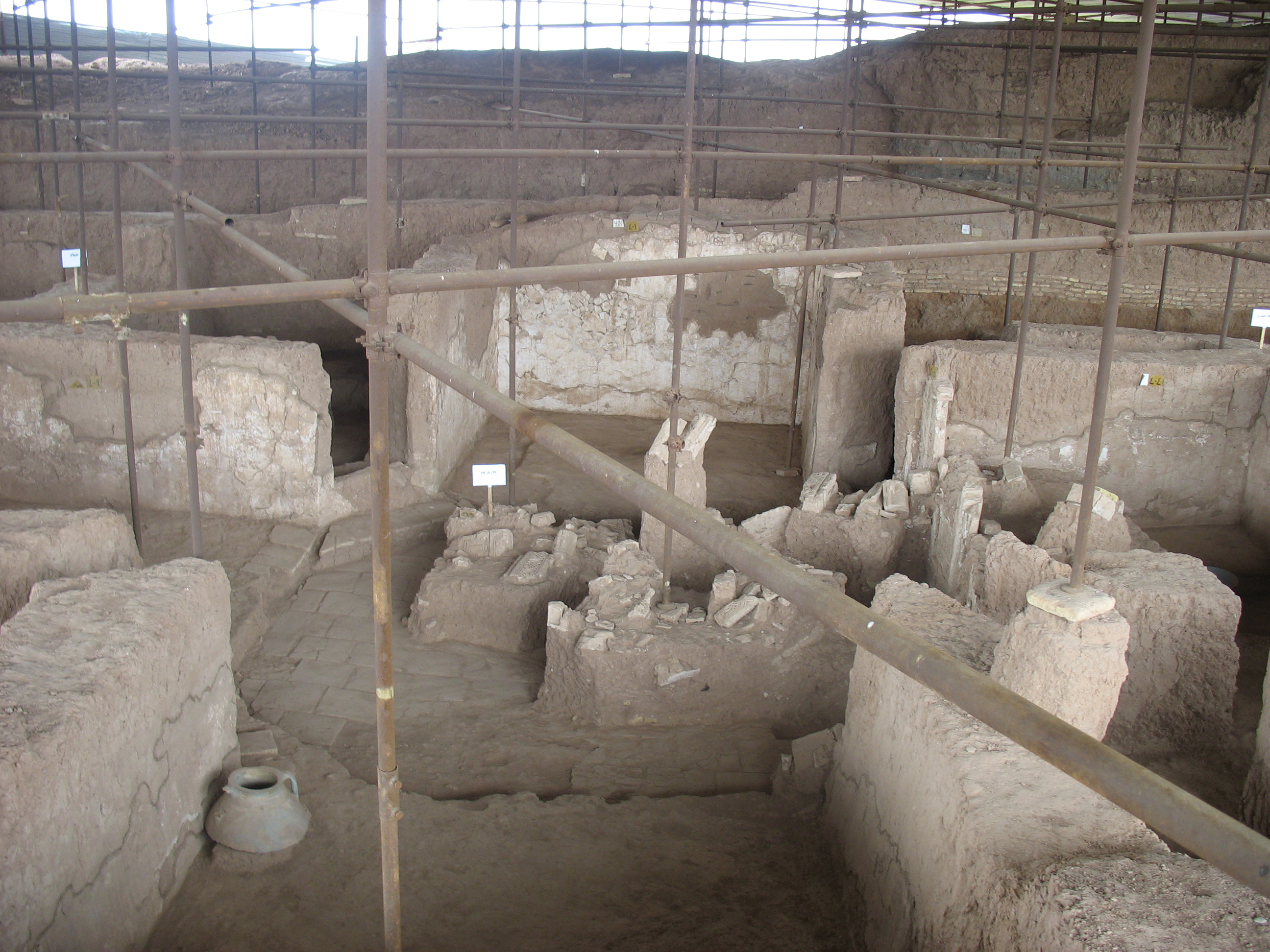
حمام و تالار عام